# توشييا ميورا
توشييا ميورا (باليابانية: 三浦 俊也) (16 يوليو 1963 في كامايشي في اليابان – )؛ هو لاعب كرة قدم ياباني متقاعد.

## وصلات خارجية
- توشييا ميورا على موقع الاتحاد الدولي (مؤرشف)  (الإنجليزية)
- توشييا ميورا على موقع قاعدة بيانات كرة القدم.إي يو (الإنجليزية)
- توشييا ميورا على موقع Soccerway.com (الإنجليزية)
- توشييا ميورا على موقع عالم كرة القدم.نت (الإنجليزية)
- J.League Data Site (باليابانية)